# Прапор Братислави
Прапор Братислави складається з двох смуг білого (верхня) і червоного кольорів з ластівчиним хвостом на кінці. Прапор часто можна побачити на вулицях Братислави, в тому числі у вертикальному варіанті (з білою смугою зліва).

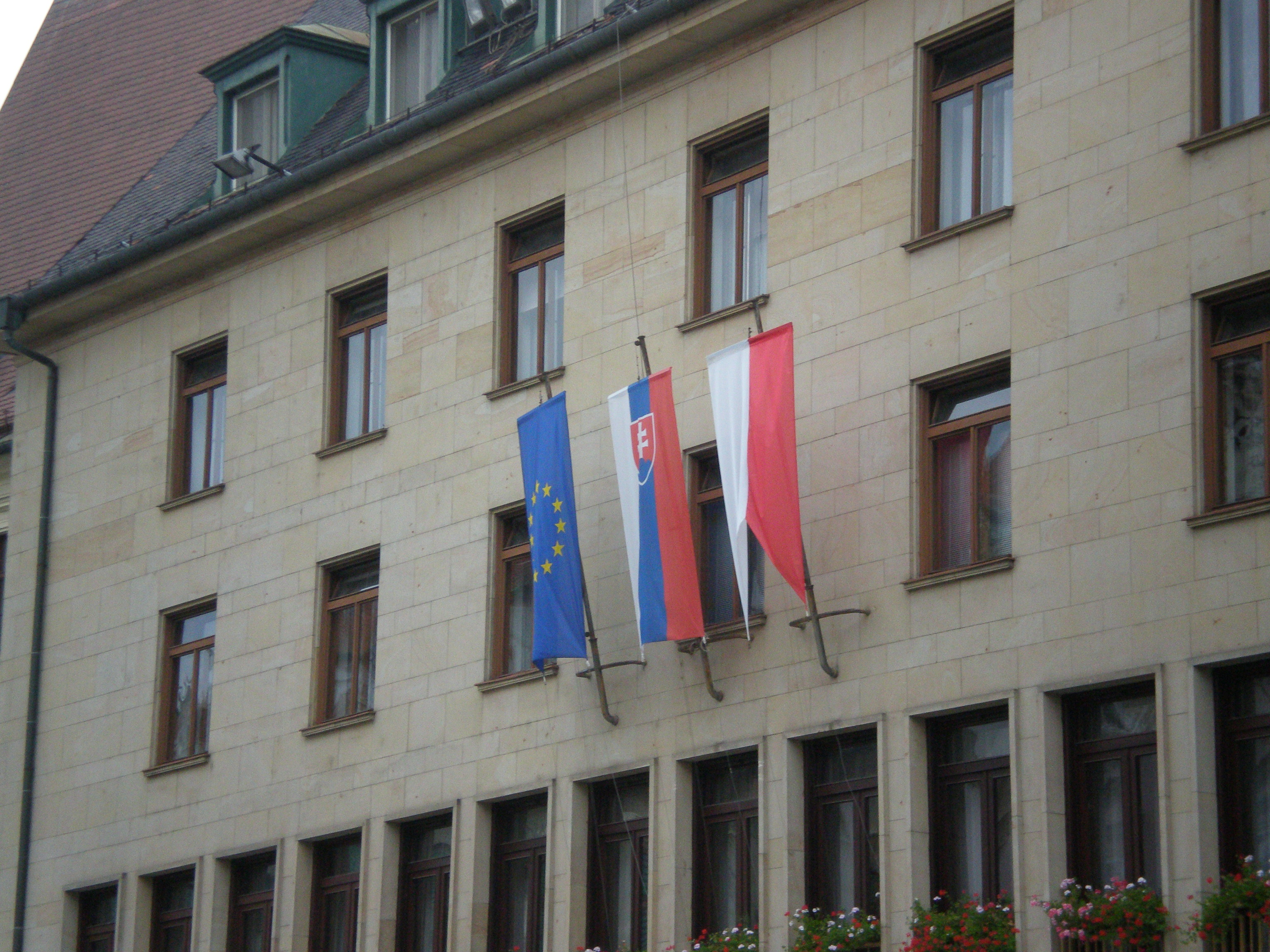
Вертикальний прапор Братислави поруч із вертикальними версіями європейського та словацького прапорів

Раніше на прапорі часто розміщували герб міста, але зараз це трапляється рідко.
Хоча Братислава є ядром Братиславського краю, жодні елементи з міського прапора не були включені до регіонального прапора. На відміну від міського прапора, регіональний прапор також ледве помітний на міському пейзажі Братислави.